# Janam
Janam (tam. ஏனாம், telugu యానాం, ang. Yanam, fr. Yanaon) – miasto we wschodnich Indiach, w terytorium związkowym Puducherry, położone nad rzeką Godawari, w pobliżu jej ujścia do Zatoki Bengalskiej. Stanowi enklawę w stanie Andhra Pradesh. W 2011 roku liczba mieszkańców miasta wynosiła 55 626. W przeszłości miasto było francuską posiadłością kolonialną, wchodzącą w skład Indii Francuskich.